# Жукевичи (Берестовицкий сельсовет)
Жуке́вичи (бел. Жукевічы) — деревня в Берестовицком районе Гродненской области Белоруссии.
Входит в состав Берестовицкого сельсовета.

## География
Расположена у восточной границы района. Расстояние до районного центра Большая Берестовица по автодороге — 12 км и до железнодорожной станции Берестовица — 20 км (линия Мосты — Берестовица). Ближайшие населённые пункты — Кордики, Малые Гольни, Третьяки. Площадь занимаемой территории составляет 0,1310 км², протяжённость границ 2963 м.

## История
Жукевичи впервые упоминаются в XIX веке. Отмечены на карте Шуберта (середина XIX века). В 1890 году в составе Мало-Берестовицкой волости Гродненского уезда Гродненской губернии имели 212 десятин земли. По описи 1897 года значился 21 двор со 137 жителями. В 1905 году 196 жителей. На 1914 год — 179. С августа 1915 по 1 января 1919 года входили в зону оккупации кайзеровской Германии. Затем, после похода Красной армии, в составе ССРБ. В феврале 1919 года в ходе советско-польской войны заняты польскими войсками, а с 1920 по 1921 год войсками Красной Армии.
После подписания Рижского договора, в 1921 году Западная Белоруссия отошла к Польской Республике и деревня была включена в состав новообразованной сельской гмины Мала-Бжостовица Гродненского повета Белостокского воеводства. В 1924 году числилась как Малые Жукевичи (пол. Żukiewicze Małe) и насчитывала 25 дымов (дворов) и 136 душ (71 мужчину и 65 женщин). Все жители — белорусы православного вероисповедания.
В 1939 году, согласно секретному протоколу, заключённому между СССР и Германией, Западная Белоруссия оказалась в сфере интересов советского государства и её территорию заняли войска Красной армии. В 1940 году деревня вошла в состав новообразованного Данилковского сельсовета Крынковского района Белостокской области БССР. С июня 1941 по июль 1944 года оккупирована немецкими войсками. Деревня потеряла 3 жителей, погибших на фронте и в партизанской борьбе. С 20 сентября 1944 года в Берестовицком районе. В 1959 году насчитывала 164 жителя. С 25 января 1962 года по 30 июля 1966 входила в состав Свислочского района. В 1970 году насчитывала 140 жителей. С 12 ноября 1973 года в Пархимовском сельсовете. На 1998 год насчитывала 29 дворов и 45 жителей. До 21 июня 2003 года в составе колхоза «имени М. Горького» (бел. iмя М. Горкага). 18 октября 2013 года переведена в состав Берестовицкого сельсовета.

## Население
| 1897 | 1905 | 1914 | 1924 | 1959 | 1970 | 1998 | 1999 | 2009 | 2015 |
| ---- | ---- | ---- | ---- | ---- | ---- | ---- | ---- | ---- | ---- |
| 137  | 196  | 179  | 136  | 164  | 140  | 45   | 42   | 24   | 16   |

## Транспорт
Через деревню проходит автодорога местного значения Н6225 Старинцы—Жукевичи—Большие Эйсмонты.